# Róbert Ďurčan
Róbert Ďurčan es un deportista eslovaco que compitió en esquí alpino adaptado. Ganó una medalla de plata en los Juegos Paralímpicos de Nagano 1998 en la prueba de eslalon (clase LW6/8).

## Palmarés internacional
| Juegos Paralímpicos | Juegos Paralímpicos | Juegos Paralímpicos | Juegos Paralímpicos |
| Año                 | Lugar               | Medalla             | Prueba              |
| ------------------- | ------------------- | ------------------- | ------------------- |
| 1998                | Nagano (Japón)      | Medalla de plata    | Eslalon LW6/8       |